# 纳赫拉
纳赫拉，是西班牙拉里奥哈自治区的一个市镇。总面积37平方公里，总人口7105人（2001年），人口密度192人/平方公里。